# Sollevamento pesi ai Giochi della XXX Olimpiade - 48 kg femminile
Le gare di sollevamento pesi della categoria fino a 48 kg femminile dei giochi olimpici di Londra 2012 si sono svolte il 28 luglio 2012 presso l'ExCeL Exhibition Centre.

## Programma
Tutti gli orari sono British Summer Time (UTC+1)
| Data                   | Ora   | Gruppo   |
| ---------------------- | ----- | -------- |
| Sabato, 28 luglio 2012 | 15:30 | Gruppo A |

## Record
Prima della competizione, i record olimpici e mondiali erano i seguenti:
| Record mondiale | Strappo | Yang Lian Cina        | 98 kg  | 1º ottobre 2006 Santo Domingo, Rep. Dominicana |
| Record mondiale | Slancio | Chen Xiexia Cina      | 120 kg | 21 aprile 2007 Tai'an, Cina                    |
| Record mondiale | Totale  | Yang Lian Cina        | 217 kg | 1º ottobre 2006 Santo Domingo, Rep. Dominicana |
| Record olimpico | Strappo | Nurcan Taylan Turchia | 97 kg  | 14 agosto 2004 Atene, Grecia                   |
| Record olimpico | Slancio | Chen Xiexia Cina      | 117 kg | 9 agosto 2008 Pechino, Cina                    |
| Record olimpico | Totale  | Chen Xiexia Cina      | 212 kg | 9 agosto 2008 Pechino, Cina                    |

Durante l'evento tali record non sono stati migliorati.

## Risultati
| Pos. | Atleta                          | Gruppo | Peso  | Strappo (kg) | Strappo (kg) | Strappo (kg) | Strappo (kg) | Slancio (kg) | Slancio (kg) | Slancio (kg) | Slancio (kg) | Totale |
| Pos. | Atleta                          | Gruppo | Peso  | 1            | 2            | 3            | Risultato    | 1            | 2            | 3            | Risultato    | Totale |
| ---- | ------------------------------- | ------ | ----- | ------------ | ------------ | ------------ | ------------ | ------------ | ------------ | ------------ | ------------ | ------ |
|      | Wang Mingjuan (CHN)             | A      | 47,73 | 88           | 88           | 91           | 91           | 110          | 114          | 116          | 114          | 205    |
|      | Hiromi Miyake (JPN)             | A      | 47,74 | 83           | 85           | 87           | 87           | 108          | 110          | 113          | 110          | 197    |
|      | Ryang Chun-hwa (PRK)            | A      | 47,52 | 80           | 83           | 84           | 80           | 108          | 109          | 112          | 112          | 192    |
| 4    | Sirivimon Pramongkhol (THA)     | A      | 47,23 | 78           | 80           | 82           | 82           | 106          | 108          | 109          | 109          | 191    |
| 5    | Nurdan Karagöz (TUR)            | A      | 46,99 | 80           | 83           | 84           | 83           | 104          | 107          | 107          | 104          | 187    |
| 6    | Honami Mizuochi (JPN)           | A      | 47,77 | 76           | 78           | 80           | 80           | 92           | 94           | 96           | 96           | 176    |
| 7    | Ngangbam Soniya Chanu (IND)     | A      | 47,74 | 72           | 74           | 75           | 74           | 93           | 97           | 97           | 97           | 171    |
| 8    | Betsi Rivas (VEN)               | A      | 47,43 | 68           | 70           | 70           | 70           | 92           | 96           | 98           | 98           | 168    |
| 9    | Beatriz Pirón (DOM)             | A      | 47,85 | 72           | 75           | 77           | 77           | 87           | 90           | 92           | 90           | 167    |
| 10   | Mélanie Bardis (FRA)            | A      | 47,71 | 70           | 73           | 75           | 73           | 88           | 91           | 93           | 93           | 166    |
| 11   | Lely Burgos (PUR)               | A      | 47,61 | 65           | 70           | 70           | 65           | 87           | 92           | 92           | 92           | 157    |
| 12   | Nathalia Rakotondramanana (MAD) | A      | 47,74 | 55           | 55           | 60           | 55           | 75           | 80           | 82           | 80           | 135    |
| —    | Panida Khamsri (THA)            | A      | 47,45 | 81           | 81           | 81           | —            | —            | —            | —            | —            | —      |
| —    | Marina Sisoeva (UZB)            | A      | 47,85 | 79           | 79           | 80           | —            | —            | —            | —            | —            | —      |